# Ronaldo Junior Barbosa Oliveira
Ronaldo Junior Barbosa Valliveira (Bragança, Brasil, 4 de julio de 1994) es un futbolista brasileño que juega de delantero y su equipo actual es el Club Deportivo Vida de la Liga Nacional de Honduras.

## Clubes
| Club             | País      | Año             |
| ---------------- | --------- | --------------- |
| Tigres do Brasil | Brasil    | 2013            |
| La Gauloise      | Guadalupe | 2013            |
| USR Sainte-Rose  | Guadalupe | 2014            |
| Vida             | Honduras  | 2015 - Presente |